# Ménorragie

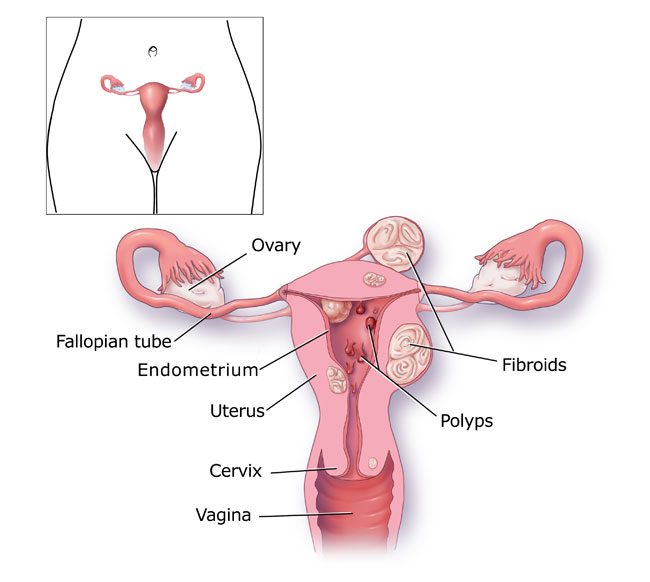
Ménorragie

Le terme ménorragie ou règles hémorragiques définit des règles de durée anormalement longue (plus de sept jours, en général) ou lorsque l'abondance n'est plus contrôlée par les moyens de protections habituels (supérieure à 80ml par jour). Le mot est souvent utilisé au pluriel car la survenue de ménorragies concerne le plus souvent plusieurs cycles menstruels successifs.

## Épidémiologie
Les études sur le sujet montrent qu'entre 4 et 51,6 % des femmes sont touchées.

## Diagnostic
Les ménorragies sont définies comme des règles ayant un volume supérieur à 80 millilitres. En pratique, la quantification réelle des règles est difficile et l'estimation du volume des menstruations se base sur des informations subjectives comme le nombre de protections hygiéniques utilisés ou la durée des règles. 
Le score des pictogramme appelé plus couramment score PBAC (Pictorial bleeding assessment chart) ou score de Higham (du nom de son auteur) peut être utilisé pour quantifier l'abondance des règles de façon plus objective.
Le score de Higham attribue un nombre de point en fonction du niveau de remplissage d'une protection hygiènique. Le niveau de remplissage est représenté par le pictogramme d'un tampon et d'une serviette hygiénique imprégné de sang. Il y a trois niveaux d'imprégnation.  Chaque jour, pendant toute la durée des règles, le nombre de protection utilisée en fonction de leur imprégnation est reporté dans le tableau. Le score est calculé au dernier jour des règles. On parle de ménorragie à partir d'un score supérieur à 100.
Une échographie endo-vaginale permet de déterminer s'il existes des anomalies au niveau de l'utérus pouvant provoquer ces règles hémorragiques. Une IRM est possible si un polypes ou des myomes ont été mis en évidence à l'échographie. Des analyses sanguines peuvent être menées pour rechercher des anomalies de la coagulation ou bien une carence en fer. Dans certains cas, une biopsie de l'endomètre ou une hystéroscopie peut être nécessaire.
L'existence de ménorragies ne préjuge en rien de la régularité ou de l'irrégularité du cycle menstruel.

## Risques de confusion
Il ne faut pas confondre ménorragie avec métrorragie, qui est l'existence d'un saignement hors de la période des règles.
Mais comme il arrive que ménorragie et métrorragie coexistent chez la même femme, on parle souvent de ménométrorragies.

## Causes
Dans plus de la moitié des cas, il n'y a pas d'anomalie gynécologique chez la patiente.
Elles peuvent être organiques ou fonctionnelles :
- Causes organiques les plus fréquentes :
  - Fibromes de l'utérus,
  - polypes de l'utérus,
  - endométriose interne (dite aussi adénomyose).
- Causes fonctionnelles les plus fréquentes :
  - Déséquilibre hormonal chez l'adolescente, ou chez la femme en période de pré-ménopause,
  - prise incorrecte d'hormones (notamment d'œstrogènes)
  - anomalies de l'hémostase

## Impacts
Plusieurs études mettent en évidence que les ménorragies ont un impact sur la qualité de vie des personnes touchées, notamment dans leurs interactions sociales mais également mentalement et physiquement.

## Prise en charge

### Médicamentation
La pose d'un DIU hormonal à base de progestérone permet une réduction importante du flux sanguin lorsque les ménorragies sont causées par une adénomyose ou ont des causes fonctionnelles.
Des médicaments oraux peuvent être proposés, seuls ou en association : Acide tranexamique, antifibrinolytique, anti-inflammatoires non stéroïdiens, progestatifs, analogues du LHRH (hormone de libération de la lutéinostimuline). Cependant, depuis 2019 en France, la mise en évidence de l'augmentation du risque de méningiomes à la suite de la prise de progestatifs macro-dosés fait désormais préférer d'autres molécules et techniques de prise en charge.
L’acide tranexamique, médicament oral permet une reduction importante du flux sanguin lors des ménorragies.

### Chirurgie
Selon les cas, plusieurs interventions sont envisageables :
- endomètrectomie (ablation de l'endomètre)
- myomectomie
- embolisation des myomes
- hystérectomie (ablation de l'utérus)[5].